# 堀内家
堀内家（ほりのうちけ）は代々表千家の宗匠を務める茶家。堀内家の庵号は長生庵（ちょうせいあん）といい、利休形二畳台目の茶室を指す。

## 歴代
堀内家の家祖は国学者と伝えられる堀内浄佐(1612～1699)であり、茶の湯を山田宗徧に学んだと伝えられる。初代、堀内仙鶴は浄佐の養子で、はじめ水間沾徳の門で俳諧を学び、のちに江戸を去り表千家6代覚々斎の門下に入った。俳人としても著名であり、同時代の茶人たちに大きな影響を与えたと伝えられる。4代方合斎が高槻藩の出身であったため、以後高槻藩永井家の茶頭を務めた。8代松翁宗完は明治8年（1875年）にタワフル夕顔蒔絵の立礼卓を考案し、表千家に立礼式を受容した。12代兼中斎は茶家には珍しい京都帝国大学理学部の出身で独特の茶風で知られる（当代分明斎も京都大学理学部卒）。
| 代   | 号・諱   | 斎号   | 生没年                 | 備考                                                      |
| ---- | -------- | ------ | ---------------------- | --------------------------------------------------------- |
| 初   | 仙鶴     | 化笛斎 | 1675年- 1748年10月21日 | 家祖浄佐の養子                                            |
| 二   | 宗心     | 不寂斎 | 1719年- 1767年         | 三好家よりの養子 はじめ宗関と称した                       |
| 三   | 宗啄     |        | 1744年- 1768年         |                                                           |
| 四   | 宗心     | 方合斎 | 1743年- 1816年         | 不寂斎の養子 はじめ宗幽と称した                           |
| 五   | 宗完     | 不識斎 | 1780年- 1854年         | はじめ宗関と称した 隠居して後は鶴叟と称した               |
| 六   | 宗瑛     | 如是斎 | 1807年- 1840年         | 不識斎の長男                                              |
| 七   | 宗晋     | 至慎斎 | 1827年- 1896年         | 不識斎の養子ではじめ宗幽と称した 隠居して後は亀叟と称した |
| 八   | 松翁宗完 | 長春斎 | 1843年- 1898年         | 不識斎の三男                                              |
| 九   | 宗完     | 的斎   | 1866年- 1890年         | 松翁の長男 はじめ宗虎と称した                             |
| 十   | 宗完     | 不仙斎 | 1889年- 1945年         | 松翁の三男                                                |
| 十一 | 宗完     | 幽峯斎 | 1914年- 1946年         | 不仙斎の長男                                              |
| 十二 | 宗完     | 兼中斎 | 1919年- 2015年         | 不仙斎の三男 家督を譲った後は堀内宗心と称した             |
| 十三 | 宗完     | 分明斎 | 1943年-                | 兼中斎の甥（幽峯斎長男） 当代                             |